# Chlorospatha hammeliana
Chlorospatha hammeliana là một loài thực vật có hoa trong họ Ráy (Araceae). Loài này được Grayum & Croat mô tả khoa học đầu tiên năm 1986.